# Simple comme Sylvain
Simple comme Sylvain is een Canadees-Franse romantische film uit 2023, geschreven en geregisseerd door Monia Chokri.

## Verhaal
Sophia is hoogleraar filosofie in Montreal en woont al tien jaar samen met Xavier in een saaie relatie. Wanneer de timmerman Sylvain hun zomerverblijf komt renoveren, is het voor Sophia liefde op het eerste gezicht. Tegenpolen trekken elkaar aan en ze verlaat haar vriend voor Sylvain, maar het wordt snel duidelijk dat ze uit verschillende werelden afkomstig zijn.

## Rolverdeling
| Acteur                  | Personage                    |
| ----------------------- | ---------------------------- |
| Magalie Lépine-Blondeau | Sophia                       |
| Pierre-Yves Cardinal    | Sylvain Tanguay              |
| Francis-William Rhéaume | Xavier                       |
| Monia Chokri            | Françoise                    |
| Steve Laplante          | Philippe                     |
| Micheline Lanctôt       | Madeleine, moeder van Sophia |
| Guillaume Laurin        | Olivier, broer van Sophia    |
| Linda Sorgini           | Guylaine, moeder van Sylvain |
| Mathieu Baron           | Kevin, broer van Sylvain     |

## Productie
Deze derde speelfilm van de Canadese regisseur en actrice Monia Chokri wordt geproduceerd door Sylvain Corbeil en Nancy Grant van Métafilms in coproductie met het Franse bedrijf MK2 Productions, met financiële steun van SODEC en Telefilm.

## Release en ontvangst
Simple comme Sylvain ging 18 op mei 2023 in première op het Filmfestival van Cannes in de Un certain regard-sectie. De film kreeg overwegend positieve kritieken van de Franse filmcritici met een score van 3,7/5, gebaseerd op 31 beoordelingen. Simple comme Sylvain won in 2024 de César voor beste buitenlandse film.

## Prijzen en nominaties
De belangrijkste:
| Jaar | Prijs | Categorie               | Genomineerde(n)         | Uitslag  |
| ---- | ----- | ----------------------- | ----------------------- | -------- |
| 2024 | César | Beste buitenlandse film | Beste buitenlandse film | Gewonnen |